# アパムバリック

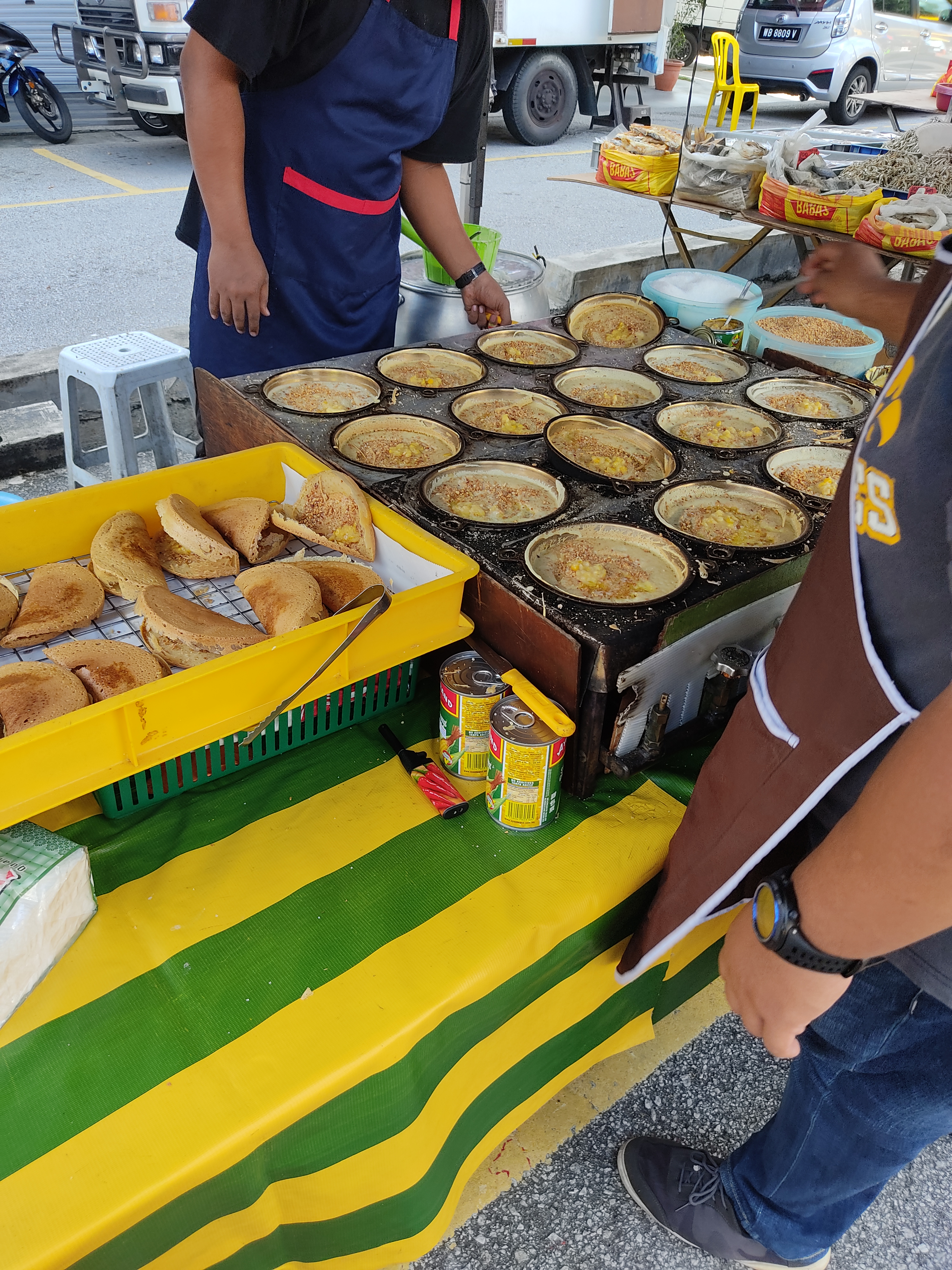
アパムバリックを焼いているところ（左が完成品）

アパムバリック（マレー語: أڤم باليق、Apam balik）はマレーシアで食されている伝統的なパンケーキ。
日本語のカタカナ表記としては、アパムバリッ、アパンバリもある。

## 概要
型に米粉の生地を流しこみ、ピーナッツ、砂糖、スイートコーンなどを入れて折り畳み、半月型に焼き上げる。日本の大判焼きにも似る。直径50センチメートルぐらいの大判で焼き上げ、4等分にして販売されることもある。
焼き立てを食べる料理であるため、普段の飲食店などでは販売しておらず、主に夜市で販売されている。インド系と中華系の屋台で売られていることが多い。
生地が厚めでふかふかしたものと、パリッと食感のものとがある。
マレーシア全土で食べられている人気の高い菓子であるが、中国の福建省から渡ってきた菓子ともいわれており、戦の際に食べやすいよう具を挟み、現在の形になったとされる。

## 名称について
「バリック」はマレー語で「帰る」の意味であり、生地を半分に折り返すことを意味する。「アパム」は「ふわふわしたもの」の総称である。

## 別名
- Ban Chien Koay - ニョニャ料理（英語版）としての名称。「ゆっくり焼いたケーキ」の意[4]。
- Terang Bulan - インドネシアでの名称。「明るい月」の意[4]。
- Kuih Malayu - ブルネイでの名称。「マラユの菓子」の意[4]。